# Jo. Harbort
Jo. Harbort, de son vrai nom Joachim Harbort (né en 1951 à Oschersleben (Bode)) est un sculpteur allemand.

## Biographie
Harbort fait connaissance très tôt avec la sculpture. En 1969, il fait un apprentissage en sculpture de bois. De 1970 à 1975, il étudie à l'école supérieure des beaux-arts de Dresde. En 1976, il crée son atelier à Zwickau. En tant que sculpteur de glace, il fait des voyages au Canada et au Japon.
Il est le frère de la réalisatrice et actrice Christine Harbort et le neveu du chef d'orchestre Kurt Masur.

## Source de la traduction
- (de) Cet article est partiellement ou en totalité issu de l’article de Wikipédia en allemand intitulé « Jo. Harbort » (voir la liste des auteurs).